# قائمة قلاع إسبانيا

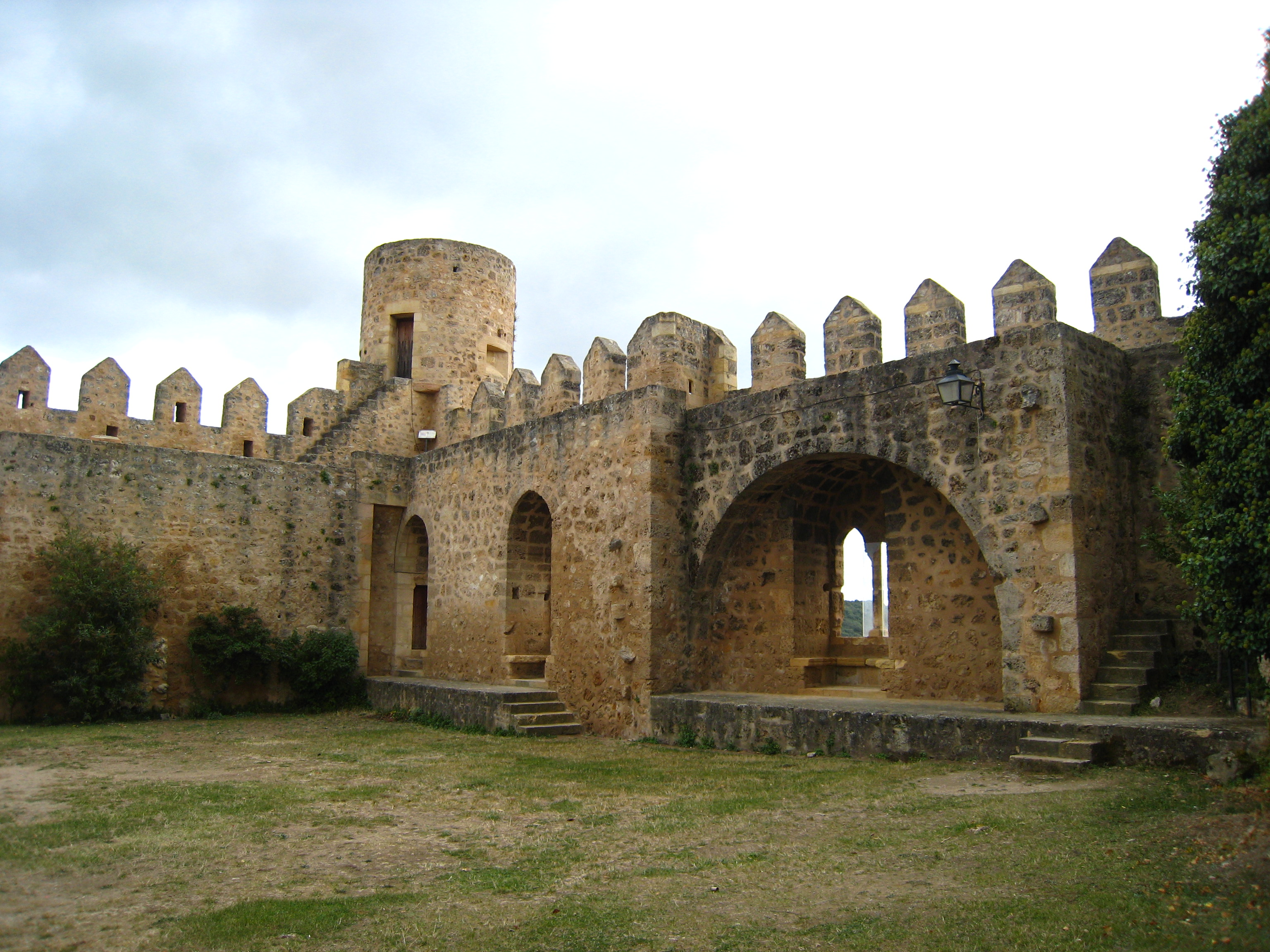
قلعة فراياس

القَلْعَة هو حصن منيع يشيَّد في موقع يصعب الوصول إليه، وغالبًا ما يكون على قمة جبل أو مشرفًا على بحر، وقد وجد بعضها مشيداً على أرض منبسطة.

## قائمة قلاع إسبانيا
تحتوي هذه القائمة على أسماء القلاع في إسبانيا.
- القصر الملكي في غوادالاخارا

- سيمانقة

- فرخشنيط

- قصر أندلسي
- قلعة فراياس

- مونليون

- قصبة أنتقيرة
- قصبة أندلسية
- قصبة المرية
- قصبة بطليوس
- قصبة مالقة
- قصر أندلسي
- قصر الجعفرية
- قصر المورق
- قصر دار الحرة
- قصر شقوبية
- قصر قرطبة
- قلعة شريس
- القلعة الحرة

- ببشتر

- قلعة الحنش

- قلعة سهيل

- قلعة شاطبة
- قلعة شريس

- حصن العقاب

- قلعة قلهرة
- قصر الحمراء
- قصر شنيل
- قلعة طريفة

- حصن المدور
- قلعة المنكب

- قلعة المنسى
- قلعة رباح (الأندلس)

- حصن بنشكلة

- قلعة شاطبة

- بونتيدويمي

- سان سادورنينو